# Логічний том
Логі́чний том — абстракція операційної системи для роботи з пристроями зовнішньої пам'яті, яка дозволяє абстрагуватись не тільки від їх конструктивних особливостей, а і від їх фізичного розташування.
Являє собою надбудову над абстракцією фізичного тому. У примітивних операційних системах можна лише розбити один фізичний том на декілька логічних, в той час як в достатньо розвинених можна також створити логічний том, який об'єднує декілька фізичних томів та/або їх сегментів. В останньому випадку заздалегідь важко визначити, де саме фізично зберігається та чи інша порція даних (Див. також RAID). Таким чином можна отримувати томи, місткість яких перевищує місткість найбільшого з наявних пристроїв зовнішньої пам'яті.